# Lathyrus pseudocicera
Lathyrus pseudocicera är en ärtväxtart som beskrevs av Renato Pampanini. Lathyrus pseudocicera ingår i släktet vialer, och familjen ärtväxter. Inga underarter finns listade i Catalogue of Life.